# Cadrema seychelliana
Cadrema seychelliana är en tvåvingeart som beskrevs av Nartshuk 2002. Cadrema seychelliana ingår i släktet Cadrema och familjen fritflugor. Inga underarter finns listade i Catalogue of Life.